# Blepisanis sericea
Blepisanis sericea là một loài bọ cánh cứng trong họ Cerambycidae.